# John Fortescue of Salden
Pour les articles homonymes, voir John Fortescue.
John Fortescue of Salden (1533 – 23 décembre 1607), est un homme d'État anglais.

## Biographie
Il est le fils d'Adrien Fortescue († 1539), et de sa seconde femme, Anne Rede (1510-1585), de Boarstall. Son père est exécuté pour supposée trahison en 1539, probablement à cause de sa parenté avec Anne Boleyn.
En 1559, John Fortescue est élu député (Knight of the Shire) de la circonscription de Wallingford. Il est réélu à ce siège en 1572. Il exerce diverses fonctions dans l'administration royale : en 1567, il est nommé sénéchal de Charlbury dans l'Oxfordshire ; en 1584, il devient sénéchal de la ville de Buckingham. Il retourne à son siège de député en 1586. Il est ensuite député du Buckinghamshire en 1589, 1593 et 1597. En 1588, ses services dans l'administration sont récompensés par une nomination au conseil privé de la reine.
Il est Chancelier de l'Échiquier de 1589 à 1603 et Chancelier du duché de Lancaster de 1601 à 1607. Il sert sous les des règnes d'Élisabeth Ire d'Angleterre, puis de Jacques Ier.
Il est également Custos Rotulorum (en) of Buckinghamshire de 1593 à 1600. En 1594, il est nommé Custos Rotulorum du Middlesex.